# Всесвіт Закляття
Всесвіт Закляття — американська медіа-франшиза та спільний всесвіт, у центрі якого — серія фільмів жахів про надприродне створена Джеймсом Ваном. Франшизу виробляють New Line Cinema, Safran Company та Atomic Monster, розповсюджує Warner Bros. Картинки. Фільми представляють драматизацію передбачуваних реальних пригод Еда та Лорейн Воррен, дослідників паранормальних явищ і авторів, пов’язаних із відомими, але суперечливими випадками привидів. Основний серіал розповідає про їхні спроби допомогти людям, яких переслідують духи, тоді як додаткові фільми зосереджуються на походженні деяких сутностей, з якими стикалися Воррени.
Франшиза була комерційно успішною, зібравши 2,1 мільярдів доларів США проти загального бюджету в 208 мільйонів доларів, ставши найкасовішою франшизою жахів на сьогоднішній день. Франшиза отримала неоднозначні відгуки.

## Огляд
Франшиза складається з трьох фільмів основної серії: Заклинання (2013), Заклинання 2 (2016) і Заклинання: Диявол змусив мене це зробити (2021). Режисером перших двох фільмів був Джеймс Ван, а режисером третього фільму став Майкл Чейвс. Перші дві частини розповідають про два з багатьох відомих паранормальних явищ, у яких брали участь Уоррени, причому перший фільм описує випадок родини Перрон, яка переживає тривожні події у своєму щойно придбаному будинку в Род-Айленді. Другий запис зосереджувався на суперечливому випадку полтергейсту в Енфілді, одночасно коротко згадуючи події, які надихнули жах Амітивілля. Продовження двох фільмів і третьої частини основної серії, The Conjuring: The Devil Made Me Do It, було випущено 4 червня 2021 року та розповідає про суд над Арне Шайенном Джонсоном, вбивство, яке відбулося в 1981 році. в Коннектикуті.
Франшиза також включає «Аннабель» (2014), приквел, знятий оператором The Conjuring Джоном Р. Леонетті та продюсерами Пітером Сафраном і Ваном, який розкриває події однойменної ляльки до того, як Воррени вступили з нею в контакт на початку. першого фільму. Приквел «Аннабель: Створення» (2017) режисера Девіда Ф. Сендберга показує події походження ляльки, керованої демонами. Третій фільм про Аннабель, Аннабель повертається додому, вийшов 26 червня 2019 року, а автор франшизи Гері Доберман дебютував як режисер за сценарієм, який він написав. Продюсер Ван порівняв історію з «Ніччю в музеї», де Аннабель активує об’єкти з привидами в кімнаті артефактів Ворренів.
Монахиня, приквел, заснований на персонажі, представленому в The Conjuring 2, вийшов у 2018 році. Сюжет зосереджений на походженні демонічної черниці Валак перед тим, як вступити в контакт з Ворренами. Продовження «Черниця II» вийшло 8 вересня 2023 року з режисером Майклом Чейвсом, а сценаристами — Ієном Голдбергом, Річардом Наінгом і Акелою Купером.
Ван заявив, що вони прагнули до точності до реального життя під час створення головних фільмів, тоді як додаткові фільми дозволяли їм «просто досліджувати різні піджанри жанру жахів».

## Розробка
Розробка почалася за 20 років до дебюту першого фільму, коли Ед Воррен відтворив запис оригінального інтерв’ю Лоррейн Воррен з Керолін Перрон для продюсера Тоні ДеРоза-Грунда. ДеРоза-Грунд зробив запис Воррена, який відтворював касету, і їхню подальшу дискусію. Наприкінці запису Уоррен сказав ДеРоза-Грунду: «Якщо ми не зможемо зняти це у фільм, я не знаю, що ми зможемо». Потім ДеРоза-Грунд описав своє бачення фільму для Еда.
ДеРоза-Грунд написала оригінальну обробку та назвала проект The Conjuring. Майже 14 років він безуспішно намагався зняти фільм. Спочатку він уклав угоду про створення фільму в Gold Circle Films, виробничій компанії, що стоїть за Привиди в Коннектикуті, але контракт не вдалося завершити, і угода була розірвана.
ДеРоза-Грунд об’єдналася з продюсером Пітером Сафраном, а для вдосконалення сценарію були залучені брат-сестра Чед і Кері В. Хейс. Використовуючи обробку ДеРоза-Ґрунда та стрічку Еда Воррена, брати Хейс змінили точку зору історії з родини Перрон на точку зору Ворренів. Брати багато разів телефонували з Лоррейн, щоб уточнити деталі. До середини 2009 року це майно стало предметом торгів між шістьма студіями, в результаті чого фільм отримав Summit Entertainment; однак DeRosa-Grund і Summit не змогли укласти угоду, і фільм пішов на оборот. ДеРоза-Грунд відновив зв’язок із New Line Cinema, який програв у початковій війні торгів, і студія зрештою підібрала фільм. Того ж року, 11 листопада, була укладена угода між New Line і Evergreen Media Group DeRosa-Grund.

## Фільми
| Плівка                                  | Дата випуску (США) | Режисер           | Сценарист(и)                                             | Автор історії                               | Продюсер                                    |
| --------------------------------------- | ------------------ | ----------------- | -------------------------------------------------------- | ------------------------------------------- | ------------------------------------------- |
| Закляття                                | 19 липня 2013      | Джеймс Ван        | Чад Хейс і Кері В. Хейс                                  | Чад Хейс і Кері В. Хейс                     | Тоні ДеРоза-Грунд, Пітер Сафран і Роб Коуен |
| Аннабель                                | 3 жовтня 2014      | Джон Р. Леонетті  | Гарі Доберман                                            | Гарі Доберман                               | Пітер Сафран і Джеймс Ван                   |
| Закляття 2                              | 10 червня 2016     | Джеймс Ван        | Чед Хейс, Кері В. Хейс, Джеймс Ван і Девід Леслі Джонсон | Чад Хейс, Кері В. Хейс і Джеймс Ван         | Пітер Сафран, Роб Коуен і Джеймс Ван        |
| Аннабель: Створення                     | 11 серпня 2017     | Девід Ф. Сендберг | Гарі Доберман                                            | Гарі Доберман                               | Пітер Сафран і Джеймс Ван                   |
| Черниця                                 | 7 вересня 2018     | Корін Харді       | Гарі Доберман                                            | Джеймс Ван і Гарі Доберман                  | Пітер Сафран і Джеймс Ван                   |
| Аннабель повертається додому            | 26 червня 2019     | Гарі Доберман     | Гарі Доберман                                            | Джеймс Ван і Гарі Доберман                  | Пітер Сафран і Джеймс Ван                   |
| Закляття: диявол змусив мене це зробити | 4 червня 2021      | Майкл Чавес       | Девід Леслі Джонсон-МакГолдрік                           | Джеймс Ван і Девід Леслі Джонсон-МакГолдрік | Пітер Сафран і Джеймс Ван                   |
| Черниця II                              | 8 вересня 2023     | Майкл Чавес       | Ян Голдберг, Річард Нейн і Акела Купер                   | Акела Купер                                 | Пітер Сафран і Джеймс Ван                   |

| 1952 | Монахиня                                |
| 1953 |                                         |
| 1954 |                                         |
| 1955 |                                         |
| 1956 | Черниця II                              |
| 1957 |                                         |
| 1958 | Аннабель: створення                     |
| 1959 |                                         |
| 1960 |                                         |
| 1961 |                                         |
| 1962 |                                         |
| 1963 |                                         |
| 1964 |                                         |
| 1965 |                                         |
| 1966 |                                         |
| 1967 |                                         |
| 1968 |                                         |
| 1969 |                                         |
| 1970 | Аннабель                                |
| 1971 | Закляття                                |
| 1972 | Аннабель повертается додому             |
| 1973 |                                         |
| 1974 |                                         |
| 1975 |                                         |
| 1976 |                                         |
| 1977 | Закляття 2                              |
| 1978 |                                         |
| 1979 |                                         |
| 1980 |                                         |
| 1981 | Закляття: диявол змусив мене це зробити |

#### Закляття(2013)
Перша частина серіалу (спочатку названа The Warren Files, пізніше перейменована The Conjuring) зосереджується на реальних подвигах Еда та Лоррейн Воррен, подружньої пари, які досліджували паранормальні події. Патрік Вілсон знявся разом з Вірою Фарміґою в головних ролях Еда і Лорейн. Фільм зосереджений на справі Ворренів 1971 року, коли вони розслідували прокляття відьми на фермі в Гаррісвіллі, Род-Айленд. Закляття вийшов 19 липня 2013 року і отримав позитивні відгуки. Стрічка зібрала 320 доларів мільйонів у всьому світі проти бюджету в 20 дол мільйонів, ставши одним із найприбутковіших фільмів жахів в історії.

#### Аннабель(2014)
Побічний фільм, який зосереджується на походженні ляльки Аннабель, яка була представлена в The Conjuring, був оголошений незабаром після виходу його попередника, головним чином завдяки світовому касовому успіху фільму та позитивному сприйняттю персонажа. Сюжет зосереджений на Джоні та Мії Форм, подружній парі, яка чекає на дитину, чия старовинна лялька Аннабель одержима мстивим духом після того, як двоє поклонників диявола вдерлися до їхнього дому та були вбиті. Режисером фільму став оператор The Conjuring Джон Р. Леонетті, а продюсерами — Сафран і Ван, а сценарієм — Гарі Доберман. Фільм вийшов у світовий прокат 3 жовтня 2014 року та мав великий комерційний успіх, ставши 14-м найприбутковішим фільмом жахів у Північній Америці. Багато критиків визнали «Аннабель» гіршим фільмом порівняно з «Закляттям».

#### Закляття 2(2016)
Продовження, The Conjuring 2, було замовлено після успіху оригінального фільму, також режисером був Ван, де Фарміга та Вілсон повторили свої ролі. Фільм зосереджений на випадку Енфілдського полтергейсту в Лондоні в 1977 році, коротко згадуючи події, які надихнули «Жах Амітивілля». Він був випущений 10 червня 2016 року і отримав позитивні відгуки як від критиків, так і від глядачів; деякі погоджувалися, що фільм значно перевершує інші сиквели жахів, тоді як інші сперечалися, чи фільм перевершив свого попередника за якістю. Виявившись таким же успішним, як і перша частина серії, фільм став ще одним прибутковим доповненням до франшизи, заробивши 320,3 доларів США мільйонів по всьому світу з бюджету в 40 дол мільйон і став другим найкасовішим фільмом жахів усіх часів після «Екзорциста», поки Воно не вийшов у 2017 році.

#### Аннабель: Створення(2017)
Розроблявся сиквел «Аннабель», який зрештою виявився приквелом до оригінального фільму. Сюжет фільму зосереджується на лялькарю та його дружині, чия донька трагічно загинула дванадцять років тому, коли вони вирішують відкрити свій дім для черниці та кількох дівчат із закритого притулку; одержимий витвір лялькаря Аннабель прицілюється до дітей і перетворює їхній притулок на шторм найвищого зла. Режисер «Не вимикай світло» Девід Ф. Сендберг замінив Леонетті на посаді режисера: Дауберман повернувся, щоб написати сценарій, а Сафран і Ван — продюсери. Фільм вийшов у світовий прокат 11 серпня 2017 року, отримавши критичний і комерційний успіх, і багато критиків стверджували, що «Аннабель: Створення» значно покращила свій попередник.

#### Черниця(2018)
Побічний фільм під назвою «Черниця» з персонажем «Демон-черниця» Волак із «Заклинання 2» був знятий Коріном Гарді, а сценаристом спочатку був оголошений співавтор «Заклинання 2» Девід Леслі Джонсон, а потім його замінили Гері Доберман і Ван, який також продюсував із Safran. Деміан Бічір і Таісса Фарміга зіграли головні ролі, тоді як Бонні Ааронс повторила свою роль Валак у фільмі. Сюжет фільму розповідає про священика та послушника, які досліджують несвяту таємницю та протистоять зловмисній силі в особі демонічної черниці (Валак). Фільм вийшов у прокат 7 вересня 2018 року та зібрав 365,6 доларів США мільйонів при бюджеті в 22 дол мільйонів, ставши найкасовішим фільмом у франшизі.

#### Аннабель повертається додому(2019)
У третій частині серії «Аннабель » «Аннабель повертається додому» знявся Гарі Доберман як сценарист і режисер у його режисерському дебюті. Він був заснований на історії, написаній Доберманом і Ваном. Ван і Пітер Сафран виступили спільними продюсерами проекту.

#### Закляття: Диявол змусив мене це зробити(2021)
Після виходу The Conjuring 2 Ван заявив, що не повернеться до зйомки ще однієї частини серії через конфлікти розкладу, але висловив зацікавленість у тому, щоб інші кінематографісти знімали більше фільмів «Закляття». Ван сказав, що дія наступного фільму серії відбуватиметься у 1980-х роках, і розповів про ідеї для фільмів, присвячених дослідженню лікантропії, посилаючись на «Американського перевертня в Лондоні» та «Собаку Баскервілів» як натхнення. Сафран заявив, що наступний фільм не буде про будинок з привидами. Для написання сценарію був найнятий Девід Леслі Джонсон-МакГолдрік.

#### Черниця II(2023)
Перед виходом «Черниці» Ван обговорював можливість продовження та якою може бути його сюжетна лінія: «Я точно знаю, де потенційно, якщо «Черниця» вдасться, куди може привести «Черниця 2» і як це пов’язано з історією Лоррейн, що ми налаштували перші два Закляття і зробили все повне коло».